# لورين غيلبرت
لورين غيلبرت هي مصورة كندية، ولدت في 1955.